# Пермские татары
Пермские татары (кунгурские татары, тат. пермь татарлары, көнгер татарлары) — татароязычная этнографическая группа в составе казанских татар, проживающая на территории пермского этнокультурного района: главным образом в Пермской и Свердловской областях, отчасти на севере Башкортостана и Челябинской области.

## Расселение
В начале XX века компактно проживали в Пермском, Осинском, Красноуфимском и Кунгурском уездах Пермской губернии.
В начале XXI века пермские татары проживают главным образом в Пермской и Свердловской областях.
Пермские татары не единая в этнографическом отношении группа. В Прикамье сформировалось несколько этнографических групп татар. По культурно-бытовым особенностям пермские татары подразделяются на 4 подгруппы: муллинскую, кунгурскую (сылвенско-иренскую), таныповскую и красноуфимскую. Некоторая часть близкородственных к пермским татарам татароязычные группы (население Бардымского района Пермской области) официально отнесены к башкирам. На территории Прикамья издавна протекали активные контакты татар и башкир, поэтому в некоторых случаях достаточно сложно провести этнокультурную границу между татарами и башкирами. В самом народе такого разделения пермских татар на татар и башкир не существует, и данная группа выделяется как гайнинская (или тулвинская), и разделение носит весьма условный характер.
Численность татар в Пермском крае в 1989 г. составила 150 460 человек. Перепись 2002 г. отметила сокращение их численности до 136 597 татар. Имеется татарское отделение педагогического училища (Оса). Издаются газеты «Халык чишмәсе» (Пермь, с 1991) и «Таң» (Бардымский район, с 1931). Выходят телепередача «Кардәшләр» (с 1993) и радиопередачи на татарском языке (Пермь, 2 раза в месяц). Татарский народный театр (с. Барда). Народные музеи в с. Барда Бардымского района и с. Уинское Уинского района. В 2007—2008 учебном году в Пермском крае насчитывалось 56 дошкольных образовательных учреждений, 51 общеобразовательное учреждение с обучением на татарском языке, в 25 общеобразовательных учреждениях организовано изучение татарского языка.
В Свердловской области проживает еще около 150 тысяч татар. С 1994 года функционирует региональное Духовное управление мусульман, с 1999 г. — Казыятское управление мусульман Свердловской области. Работают около восьмидесяти мечетей и мусульманских молельных домов. Издаются мусульманские газеты «Урал карчегасы» (с 2002 г.) и «Истина» (с 2004 г.). В семнадцати школах области татарский язык изучался как предмет. Работают около пятидесяти татарских творческих коллективов.